# Guaraqueçaba
Guaraqueçaba är en kommun i Brasilien.   Den ligger i delstaten Paraná, i den södra delen av landet, 1 000 km söder om huvudstaden Brasília. Antalet invånare är 7 870.
I omgivningarna runt Guaraqueçaba växer i huvudsak städsegrön lövskog. Runt Guaraqueçaba är det mycket glesbefolkat, med 5 invånare per kvadratkilometer.